# Adieu l'hiver
Pour plus de détails, voir Fiche technique et Distribution.
Adieu l'hiver (Winter adé) est un film documentaire est-allemand réalisé en 1988 par Helke Misselwitz et sorti en 1989.

## Fiche technique
- Titre : Adieu l'hiver
- Titre original : Winter adé
- Réalisation :	Helke Misselwitz
- Scénario : Helke Misselwitz et Thomas Plenert
- Photographie : Thomas Plenert
- Son : Ronald Gohlke, Eberhard Pfaff et Peter Pflughaupt
- Musique : Mario Peters
- Montage : Gudrun Steinbrück
- Production : DEFA-Studio für Dokumentarfilme
- Pays d’origine :  République démocratique allemande
- Genre : documentaire
- Durée : 116 minutes
- Date de sortie : République démocratique allemande - 3 février 1989